# Rashida Ellis
Rashida Shakilya Quante Ellis (* 4. Juni 1995 in Lynn, Massachusetts) ist eine US-amerikanische Boxerin im Leichtgewicht.

## Boxkarriere
Rashida Ellis trainiert im Private Jewels Fitness and Boxing in Lynn, ihr Trainer ist Alexander Sepulveda.
Sie wurde 2018 erstmals US-Meisterin und gewann 2019 jeweils eine Bronzemedaille bei den Panamerikanischen Spielen in Lima und den Weltmeisterschaften in Ulan-Ude.
Aufgrund ihrer Ranglistenplatzierung erhielt sie von der IOC Task Force einen Startplatz bei den 2021 in Tokio ausgetragenen Olympischen Spielen 2020. Dort unterlag sie in der Vorrunde gegen Caroline Dubois aus Großbritannien.
2022 gewann sie die Silbermedaille bei der Panamerikameisterschaft in Guayaquil und die Goldmedaille bei der Weltmeisterschaft in Istanbul; sie besiegte dabei Marija Malenica aus Kroatien, Krisandy Ríos aus Venezuela, Jasmine Lamboria aus Indien, Donjeta Sadiku aus dem Kosovo und Beatriz Ferreira aus Brasilien.

## Sonstiges
Ellis wurde als fünftes und jüngstes Kind von Einwanderern aus Barbados geboren. Ihre beiden Brüder Ronald und Rashidi sind ebenfalls Boxer.